# Eternament teva
Eternament teva (títol original: Eternally Yours) és una pel·lícula dramàtica de comèdia estatunidenca de 1939 produïda i dirigida per Tay Garnett amb Walter Wanger com a productor executiu, a partir d'un guió de C. Graham Baker i Gene Towne. La pel·lícula és protagonitzada per Loretta Young i David Niven, i també compta amb un fort repartiment de suport que inclou Broderick Crawford, Billie Burke, Eve Arden, ZaSu Pitts i C. Aubrey Smith. El compositor Werner Janssen va ser nominat al Premi de l'Acadèmia a la Millor Música. Està doblada al català.

## Argument
Anita Halstead va a veure un acte de màgia interpretat per Tony, el " Gran Arturo ", després del seu comiat de soltera per al seu casament amb Don Burns. Anita i Tony es senten atrets immediatament l'un per l'altre i es casen. Ella es converteix en la seva ajudant en les actuacions.

## Repartiment
- Loretta Young com Anita Halstead
- David Niven com Tony, "El gran Arturo"
- Hugh Herbert com Benton
- Billie Burke com tieta Abby
- C. Aubrey Smith com Gramps
- Raymond Walburn com Mr. Harley Bingham
- ZaSu Pitts com Mrs. Cary Bingham
- Broderick Crawford com Don Burns
- Virginia Field com Lola De Vere
- Eve Arden com Gloria
- Ralph Graves com Mr. Morrisey
- Lionel Pape com Mr. Howard
- Fred Keating com mestre de cerimònies

## Producció
Originalment, el productor Walter Wanger havia planejat filmar l'obra de teatre de Sacha Guitry de 1917 L'Illusionniste (basat en els il·lusionistes Émile Isola i Vincent Isola), però l'Administració del codi de producció ho va considerar massa arriscat per filmar. Els guionistes Gene Towne i G. Graham Baker van fer tants canvis que Wanger finalment va presentar la pel·lícula com un guió original. Wanger i el director Tay Garnett van utilitzar imatges del seu viatge pel món que van rodar per a Trade Winds (1938), la seva col·laboració anterior. Eternament teva també va incloure imatges de l'Exposició Universal de Nova York de 1939.
Paul LePaul, el mag que va ser assessor tècnic d'Eternament teva té un cameo fent trucs de cartes amb Hugh Herbert . Tay Garnett també té un petit paper a la pel·lícula.
Paul Mantz va realitzar acrobàcies aèries i fotografies per a la pel·lícula.

## Recepció
Frank S. Nugent a la seva ressenya pel New York Times, va dir: "... la història d'amor entre Loretta Young i David Niven a "Eternally Yours" (al Roxy) segurament provocarà la seva justa part d'interès local i comentaris. Per començar, és un afer gratificant de tons alts en què els abrics de xinxilla, les visites mundials de luxe, les ressaques de xampany i les cases als Adirondacks es llancen amb la mateixa llibertat i familiaritat que la persona mitjana llança un dinar de plat blau. Però la seva veritable novetat és el senyor Niven com a mag i la senyoreta Young com a dama que primer fa desaparèixer descuidadament i després persegueix fins als quatre racons de la terra".
La revista Variety va ser més succinta i va assenyalar que la pel·lícula "... haurà de dependre del poder del nom per aconseguir-ho". En general, Eternament teva va registrar una pèrdua de 107.747 dòlars.